# 因蒂哈瓦納山
13°58′25″S 71°07′22″W / 13.97361°S 71.12278°W
因蒂哈瓦納山（Intijahuana），是秘魯的山峰，位於該國東南部庫斯科大區，由坎奇斯省負責管轄，屬於安地斯山脈的一部分，該山峰海拔高度5,099米。